# Dioumara Koussata
Dioumara Koussata è un comune rurale del Mali facente parte del circondario di Diéma, nella regione di Kayes.
Il comune è composto da 18 nuclei abitati:
- Ballabougou
- Barké -Fall
- Dioumara
- Doubabougou
- Kalandjango
- Konsambougou
- Madiga – Kouro
- Massala
- Sabousiré
- Sanakoro
- Sirakoro
- Sobougou
- Sofara
- Sourontiguila
- Tomikoro
- Tonkansigui
- Touba – Madina
- Zambougou